# Гаджиева, Бадам Азиз кызы
Бадам Азиз кызы Гаджиева (азерб. Badam Əziz qızı Hacıyeva; 20 декабря 1927, Джебраильский уезд — 16 августа 1959, Физулинский район) — советский азербайджанский хлопковод, Герой Социалистического Труда (1948).

## Биография
Родилась 20 декабря 1927 года в селе Молламагеррамли Джебраильского уезда Азербайджанской ССР (ныне Физулинский район).
С 1943 года колхозница, звеньевая колхоза имени Ленина, звеньевая колхоза «1 мая» Карягинского района Азербайджанской ССР. В 1947 году получила урожай хлопка 91,28 центнеров с гектара на площади 6 гектаров.
Указом Президиума Верховного Совета СССР от 10 марта 1948 года за получение в 1947 году высоких урожаев хлопка Гаджиевой Бадам Азиз кызы присвоено звание Героя Социалистического Труда с вручением ордена Ленина и золотой медали «Серп и Молот».
Скончался 16 августа 1959 года в селе Молламагеррамли Физулинского района.